# Maxmo
Maxmo este o fostă comună din Finlanda.